# (183501) 2003 FU4
(183501) 2003 FU4 là một tiểu hành tinh vành đai chính được phát hiện ngày 25 tháng 3 năm 2003 bởi James Whitney Young ở Đài thiên văn Núi bàn gần Wrightwood, California.